# 익산역
익산역(Iksan station, 益山驛)은 전북특별자치도 익산시 창인동2가에 있는 호남고속철도, 호남선, 전라선, 장항선의 철도역이다. 구내에 익산차량사업소, 익산기관차·열차승무사업소, 한국철도공사 전북본부가 있다. 호남선, 전라선, 장항선을 경유하는 모든 여객열차가 정차한다. 2008년부터 장항선의 종점이 되면서 모든 장항선 열차가 이 역에서 시종착하며, 하루 1편 왕복 장항선 무궁화호 열차는 이 역에서 호남선에 합류하여 서대전역까지 연장 운행하였으나, 2016년 12월 9일 열차시간표의 개정에 따라 운행이 중단되었다. 2014년 10월 1일부터 서울역과 여수엑스포역을 오가는 남도해양열차가 이 역에 정차하고 있다. 2014년 11월 29일 KTX 정차역 선상 공사가 완공되어 신설된 역사로 이전하여 영업을 개시하였다.

## 연혁
- 1912년 3월 6일: 호남선(대전~이리 간) 및 군산선 개통으로 보통역 등급의 이리역으로 영업 개시[1]
- 1929년 9월 20일: 역사 준공
- 1976년 1월 1일: 민수용 무연탄도착취급역 지정[2]
- 1977년 11월 11일: 역 구내 폭발사고 발생 여파로 대파
- 1978년 11월 10일: 구 역사 준공
- 1993년 5월 1일: 유료휴게실 운영 개시[3]
- 1995년 7월 1일: 유료휴게실 폐지[4]
- 1995년 9월 1일: 익산역으로 역명 변경[5]
- 1998년 12월 1일: 호남선 및 전라선 비둘기호 운행중단 통일호 승격
- 2000년 1월 1일: 익산지역관리역으로 승격
- 2004년 4월 1일: KTX 운행 개시 통일호 폐지
- 2006년 5월 1일: 소화물 취급 중지
- 2006년 7월 1일: 지역관리역제 폐지로 보통역으로 조정 및 전북지사의 관할역이 됨
- 2008년 1월 1일: 장항선의 종착역이 됨
- 2009년 10월 31일: 화물취급 중지[6]
- 2010년 10월 14일: 선상역사 공사로 구역사 중간 부분 철거, 임시역사에서 영업 개시
- 2013년 7월 26일: 신 역사 신축 착공[7]
- 2014년 11월 29일: 선상역사 영업 개시(철거되지 않은 현 역사 좌우측 부분 포함)
- 2015년 2월 13일: 호남고속철도 역사 사용개시 고시[8]
- 2015년 4월 2일: 호남고속선 개통
- 2015년 9월 30일: 신 역사 준공[7]
- 2016년 12월 9일: SRT 및 누리로 운행개시
- 2018년 7월 1일: 충북선 누리로 재운행으로 전라선 1501, 1512열차는 무궁화호로 변경 운행 개시
- 2020년 3월 2일: 호남선 누리로 운행 종료
- 2020년 3월 2일: 태백선 누리로 운행으로 호남선 1421, 1424, 1425, 1426열차는 무궁화호로 변경 운행 개시
- 2023년 9월 1일: ITX-마음 운행 개시
- 2024년 5월 1일: 계룡 경유 당역 시종착 ITX-마음 열차 운행 개시

## 역 구조
승강장은 5면 10선의 5섬식 승강장으로 운용된다. 익산역은 KTX를 포함한 모든 여객열차 필수정차역이기 때문에 KTX 통과선은 따로 없다.

### 승강장
| ↑ 정읍(호남고속선)/↑김제(호남선)/↑삼례(전라선)/↑대야(장항선)/시·종착역(호남선 계룡 경유 ITX-마음) |
| １２ \| ３４ \| ５６ \| ７８ \| ９10 \|                                                           |
| 공주(호남고속선)↓/함열(호남선)↓/시·종착역(장항선)                                                 |

| 번호 | 노선                                                   | 행선지                                                                             |
| ---- | ------------------------------------------------------ | ---------------------------------------------------------------------------------- |
| 1    | 호남선 · 전라선 일반열차 하행, KTX 당역종착            | 당역 출발 · 당역 종착                                                              |
| 2    | 호남선 · 전라선 일반열차 하행, KTX 당역종착            | 김제 · 정읍 · 장성 · 광주 · 광주송정 · 나주 · 목포 · 전주 · 순천 · 여수엑스포 방면 |
| 3    | 호남고속선 · 호남선 · 전라선 KTX · 호남고속선 SRT 하행 | 김제 · 정읍 · 광주송정 · 나주 · 목포 · 전주 · 순천 · 여수엑스포 방면               |
| 4    | 호남고속선 · 호남선 · 전라선 KTX · 호남고속선 SRT 하행 | 김제 · 정읍 · 광주송정 · 나주 · 목포 · 전주 · 순천 · 여수엑스포 방면               |
| 5    | 호남고속선 · 호남선 · 전라선 KTX · 호남고속선 SRT 상행 | 공주 · 서대전 · 오송 · 천안아산 · 광명 · 수서 · 용산 · 서울 · 행신 방면            |
| 6    | 호남고속선 · 호남선 · 전라선 KTX · 호남고속선 SRT 상행 | 공주 · 서대전 · 오송 · 천안아산 · 광명 · 수서 · 용산 · 서울 · 행신 방면            |
| 7    | 호남선 · 전라선 일반열차 상행                          | 논산 · 계룡 · 서대전 · 조치원 · 천안 · 평택 · 수원 · 영등포 · 용산 · 서울 방면     |
| 8    | 호남선 · 전라선 일반열차 상행                          | 논산 · 계룡 · 서대전 · 조치원 · 천안 · 평택 · 수원 · 영등포 · 용산 · 서울 방면     |
| 9    | 장항선 상행                                            | 군산 · 장항 · 대천 · 홍성 · 예산 · 온양온천 · 아산 · 천안 · 수원 · 용산 방면       |
| 10   | 장항선 상행                                            | 군산 · 장항 · 대천 · 홍성 · 예산 · 온양온천 · 아산 · 천안 · 수원 · 용산 방면       |

## KTX-산천복합열차
이 역에서는 목포발/목포행 400번대 호남고속선 KTX-산천과 여수EXPO발/여수EXPO행 500번대 전라선 KTX-산천이 하나로 연결되거나 분리된다. 

### 상행
상행 열차의 경우에는 호남고속선 KTX-산천열차가 먼저 도착해 승객들을 승하차 시키는 중 자동병결장치를 돌출하고 대기한다. 뒤에 오는 전라선 KTX-산천열차가 익산역 구내에 진입하면 호남고속선 KTX-산천 열차는 잠시 출입문을 닫는다. 전라선 KTX-산천열차는 앞차와 2미터 정도 떨어진 상태로 도착후 전공일채 자동연결기 가림막을 열고 직원이 기기점검을 마친 후 무전지시를 한다. 전라선 KTX-산천열차는 시속 2Km/h이내로 진입하면서 호남고속선 KTX-산천 열차와 하나로 합병된다. 두 열차는 집전장치를 내리고 15초후에 두 열차의 뒷 쪽 집전장치가 올리면 두 열차의 출입문이 개방되면서 승객들을 승하차 시킨 후 정시가 되면 다음 정차역으로 출발한다. 

### 하행
하행 열차의 경우에는 호남고속선 KTX-산천 열차가 앞에 있고 전라선 KTX-산천 열차는 뒤에 연결되어 익산역까지 운행된다. 도착 후 출입문이 열리면 승객들을 승하차 시키는 도중에 두 열차는 집전장치를 내리고 유압으로 분리작업이 잘 되는지 직원이 지켜본 후 무전으로 앞차에 분리양호를 알린다. 이후 선행 호남고속선 KTX-산천 열차가 집전장치를 올린 뒤 정시가 되면 문을 닫고 자동연결장치로 분리되어 출발한다. 뒤에 있는 전라선 KTX-산천 열차는 자동병결장치 가림막을 닫고 집전장치를 올린 뒤 문을 닫고 출발한다. KTX-산천은 1~8호차까지 있는데, 복합열차의 경우에는 1~18호차까지 있게 된다. 또한 교류 25,000볼트 고전압이 직접 사람에게 닿을 위험성이 있어 두 편성 간에 직접적으로 전력 공급을 하지 않고 4개의 팬터그래프 중 상행은 52로, 하행은 51로 끝나는 차량 2개의 팬터그래프가 올라간 채로 운행한다.

## SRT복합열차
이 역에서는 광주송정행/광주송정발, 목포행/목포발 600, 650번대 호남고속선 SRT와 여수EXPO행/여수EXPO발 680번대 전라선 SRT가 하나로 연결되거나 분리된다. 

### 상행
상행 열차의 경우에는 호남고속선 SRT열차가 먼저 도착해 승객들을 승하차 시키는 중 자동병결장치를 돌출하고 대기한다. 뒤에 오는 전라선 SRT열차가 익산역 구내에 진입하면 호남고속선 SRT 열차는 잠시 출입문을 닫는다. 전라선 SRT열차는 앞차와 2미터 정도 떨어진 상태로 도착후 전공일채 자동연결기 가림막을 열고 직원이 기기점검을 마친 후 무전지시를 한다. 전라선 SRT열차는 시속 2Km/h이내로 진입하면서 호남고속선 SRT 열차와 하나로 합병된다. 두 열차는 집전장치를 내리고 15초후에 두 열차의 뒷 쪽 집전장치가 올리면 두 열차의 출입문이 개방되면서 승객들을 승하차 시킨 후 정시가 되면 다음 정차역으로 출발한다. 

### 하행
하행 열차의 경우에는 호남고속선 SRT 열차가 앞에 있고 전라선 SRT 열차는 뒤에 연결되어 익산역까지 운행된다. 도착 후 출입문이 열리면 승객들을 승하차 시키는 도중에 두 열차는 집전장치를 내리고 유압으로 분리작업이 잘 되는지 직원이 지켜본 후 무전으로 앞차에 분리양호를 알린다. 이후 선행 호남고속선 SRT 열차가 집전장치를 올린 뒤 정시가 되면 문을 닫고 자동연결장치로 분리되어 출발한다. 뒤에 있는 전라선 SRT 열차는 자동병결장치 가림막을 닫고 집전장치를 올린 뒤 문을 닫고 출발한다. SRT (철도)SRT은 1~8호차까지 있는데, 복합열차의 경우에는 1~18호차까지 있게 된다. 또한 교류 25,000볼트 고전압이 직접 사람에게 닿을 위험성이 있어 두 편성 간에 직접적으로 전력 공급을 하지 않고 4개의 팬터그래프 중 상행은 52로, 하행은 51로 끝나는 차량 2개의 팬터그래프가 올라간 채로 운행한다.

## ITX-마음복합열차
이 역에서는 목포역으로 가거나 목포역에서 출발하는 1160번대 호남선 ITX-마음과 여수엑스포역으로 가거나 여수엑스포역에서 출발하는 1180번대 전라선 ITX-마음이 하나로 연결되거나 분리된다. 

### 상행
상행 열차의 경우에는 호남선 ITX-마음열차가 먼저 도착해 승객들을 승하차 시키는 중 자동병결장치를 돌출하고 대기한다. 뒤에 오는 전라선 ITX-마음열차가 익산역 구내에 진입하면 호남선 ITX-마음 열차는 잠시 출입문을 닫는다. 전라선 ITX-마음열차는 앞차와 2미터 정도 떨어진 상태로 도착후 전공일채 자동연결기 가림막을 열고 직원이 기기점검을 마친 후 무전지시를 한다. 전라선 ITX-마음열차는 시속 2Km/h이내로 진입하면서 호남선 ITX-마음 열차와 하나로 합병된다. 두 열차는 집전장치를 내리고 15초후에 두 열차의 뒷 쪽 집전장치가 올리면 두 열차의 출입문이 개방되면서 승객들을 승하차 시킨 후 정시가 되면 다음 정차역으로 출발한다. 

### 하행
하행 열차의 경우에는 호남선 ITX-마음 열차가 앞에 있고 전라선 ITX-마음 열차는 뒤에 연결되어 익산역까지 운행된다. 도착 후 출입문이 열리면 승객들을 승하차 시키는 도중에 두 열차는 집전장치를 내리고 유압으로 분리작업이 잘 되는지 직원이 지켜본 후 무전으로 앞차에 분리양호를 알린다. 이후 선행 호남선 ITX-마음 열차가 집전장치를 올린 뒤 정시가 되면 문을 닫고 자동연결장치로 분리되어 출발한다. 뒤에 있는 전라선 ITX-마음 열차는 자동병결장치 가림막을 닫고 집전장치를 올린 뒤 문을 닫고 출발한다. ITX-마음은 1~4호차까지 있는데, 복합열차의 경우에는 1~8호차까지 있게 된다.

## 이용 현황
전라선과 군산선의 통근열차는 계속해서 하나의 운행 계통이었으며, 이에 따라 전라선 통일/통근 전주 방면 열차의 하차자 수는 군산선의 익산 방면 하차자 수와 동일하다.
| 연도와 승하차방향 | 연도와 승하차방향 | 연도와 승하차방향 | 이용 인원 | 이용 인원 | 이용 인원 | 이용 인원 | 이용 인원 | 이용 인원     | 이용 인원     | 이용 인원        | 이용 인원     | 이용 인원        |
| 연도와 승하차방향 | 연도와 승하차방향 | 연도와 승하차방향 | 호남선    | 호남선    | 호남선    | 호남선    | 호남선    | 전라선        | 전라선        | 전라선           | 전라선        | 군산선           |
| 연도와 승하차방향 | 연도와 승하차방향 | 연도와 승하차방향 | KTX       | 새마을    | 무궁화    | 통일      | 총계      | 새마을        | 무궁화        | 통일             | 총계          | 총계             |
| ----------------- | ----------------- | ----------------- | --------- | --------- | --------- | --------- | --------- | ------------- | ------------- | ---------------- | ------------- | ---------------- |
| 2001년            | 하행              | 승차              | 미개통    | 38569     | 206787    | 49128     | 314421    | 16144         | 145164        | 50873            | 242803        | 129872           |
| 2001년            | 하행              | 하차              | 미개통    | 150153    | 874751    | 16130     | 1051674   | 호남선에 포함 | 호남선에 포함 | 군산선 상행 하차 | 호남선에 포함 | 전라선 하행 승차 |
| 2001년            | 상행              | 승차              | 미개통    | 161835    | 866596    | 13282     | 1051875   | 호남선에 포함 | 호남선에 포함 | 군산선 하행 승차 | 호남선에 포함 | 전라선 상행 하차 |
| 2001년            | 상행              | 하차              | 미개통    | 42266     | 209501    | 35638     | 307294    | 19770         | 145396        | 78602            | 272808        | 168135           |
| 2002년            | 하행              | 승차              | 미개통    | 35,647    | 189,787   | 41,738    | 296,736   | 14,938        | 130,329       | 43,937           | 213,882       | 104,037          |
| 2002년            | 하행              | 하차              | 미개통    | 133,155   | 825,553   | 14,135    | 981,514   | 호남선에 포함 | 호남선에 포함 | 군산선 상행 하차 | 호남선에 포함 | 전라선 하행 승차 |
| 2002년            | 상행              | 승차              | 미개통    | 147,193   | 817,188   | 10,461    | 983,607   | 호남선에 포함 | 호남선에 포함 | 군산선 하행 승차 | 호남선에 포함 | 전라선 상행 하차 |
| 2002년            | 상행              | 하차              | 미개통    | 37,921    | 194,505   | 31,152    | 293,214   | 17,067        | 128,668       | 67,481           | 237,769       | 130,196          |
| 2003년            | 하행              | 승차              | 미개통    | 30,135    | 174,769   | 43,652    | 274,149   | 13,502        | 118,432       | 42,501           | 193,362       | 94,322           |
| 2003년            | 하행              | 하차              | 미개통    | 112,078   | 757,582   | 13,540    | 893,503   | 호남선에 포함 | 호남선에 포함 | 군산선 상행 하차 | 호남선에 포함 | 전라선 하행 승차 |
| 2003년            | 상행              | 승차              | 미개통    | 129,086   | 742,224   | 10,281    | 891,719   | 호남선에 포함 | 호남선에 포함 | 군산선 하행 승차 | 호남선에 포함 | 전라선 상행 하차 |
| 2003년            | 상행              | 하차              | 미개통    | 32,599    | 178,152   | 34,229    | 272,087   | 15,015        | 115,971       | 59,130           | 211,618       | 135,748          |
| 2004년            | 하행              | 승차              | 33,505    | 34,301    | 216,853   | 10,807    | 295,466   | 18,647        | 185,091       | 36,653           | 240,391       | 104,092          |
| 2004년            | 하행              | 하차              | 287,997   | 113,546   | 563,625   | 3,625     | 968,793   | 호남선에 포함 | 호남선에 포함 | 군산선 상행 하차 | 호남선에 포함 | 전라선 하행 승차 |
| 2004년            | 상행              | 승차              | 320,540   | 101,543   | 567,702   | 2,454     | 992,239   | 호남선에 포함 | 호남선에 포함 | 군산선 하행 승차 | 호남선에 포함 | 전라선 상행 하차 |
| 2004년            | 상행              | 하차              | 36,996    | 33,225    | 214,423   | 8,916     | 293,560   | 29,716        | 186,413       | 53,735           | 269,864       | 136,665          |
| 2005년            | 하행              | 승차              | 83,703    | 24,515    | 223,760   | 폐지      | 331,978   | 33,300        | 221,974       | 65,491           | 320,765       | 118,800          |
| 2005년            | 하행              | 하차              | 480,028   | 98,436    | 513,278   | 폐지      | 1,091,742 | 호남선에 포함 | 호남선에 포함 | 군산선 상행 하차 | 호남선에 포함 | 전라선 하행 승차 |
| 2005년            | 상행              | 승차              | 566,233   | 82,907    | 513,084   | 폐지      | 1,162,224 | 호남선에 포함 | 호남선에 포함 | 군산선 하행 승차 | 호남선에 포함 | 전라선 상행 하차 |
| 2005년            | 상행              | 하차              | 88,565    | 26,441    | 212,623   | 폐지      | 327,629   | 41,899        | 280,591       | 56,278           | 378,768       | 157,206          |

## 대중 매체
- skyTV의 레일로드에 익산역이 소개되었다. 서해열차 장항~익산역 편에서도 소개하였다.
- 2008년에는 KBS 2TV의 다큐멘터리 3일에서도 이 역사가 소개된 적이 있었다.

## 인접한 역
| KTX              | KTX                           | KTX                  |
| ---------------- | ----------------------------- | -------------------- |
| 공주 행신 방면   | KTX 호남고속선                | 정읍 목포 방면       |
| 논산 행신 방면   | KTX 호남선 서대전 경유        | 시·종착역            |
| 논산 서울 방면   | KTX 호남선 서대전 · 김제 경유 | 김제 목포 방면       |
| 공주 행신 방면   | KTX 전라선                    | 전주 여수엑스포 방면 |
| 논산 용산 방면   | KTX 전라선 서대전 경유        | 전주 여수엑스포 방면 |
| SRT              |                               |                      |
| 공주 수서 방면   | SRT 호남선                    | 정읍 목포 방면       |
| 공주 수서 방면   | SRT 전라선                    | 전주 여수엑스포 방면 |
| 호남선           |                               |                      |
| 강경 용산 방면   | ITX-새마을 호남선             | 김제 목포·광주 방면  |
| 논산 용산 방면   | ITX-마음 호남선               | 김제 목포방면        |
| 함열 용산 방면   | 무궁화호 호남선               | 김제 목포·광주 방면  |
| 서대전 서울 방면 | 남도해양열차                  | 전주 여수엑스포 방면 |
| 호남선·전라선    |                               |                      |
| 강경 용산 방면   | ITX-새마을 전라선             | 전주 여수엑스포 방면 |
| 논산 용산 방면   | ITX-마음 전라선               | 전주 여수엑스포 방면 |
| 함열 용산 방면   | 무궁화호 전라선               | 삼례 여수엑스포 방면 |
| 장항선           |                               |                      |
| 시·종착역        | 새마을호 장항선               | 군산 용산 방면       |
| 시·종착역        | 서해금빛열차                  | 군산 용산 방면       |
| 시·종착역        | 무궁화호 장항선               | 대야 용산 방면       |

## 갤러리

옛 모습
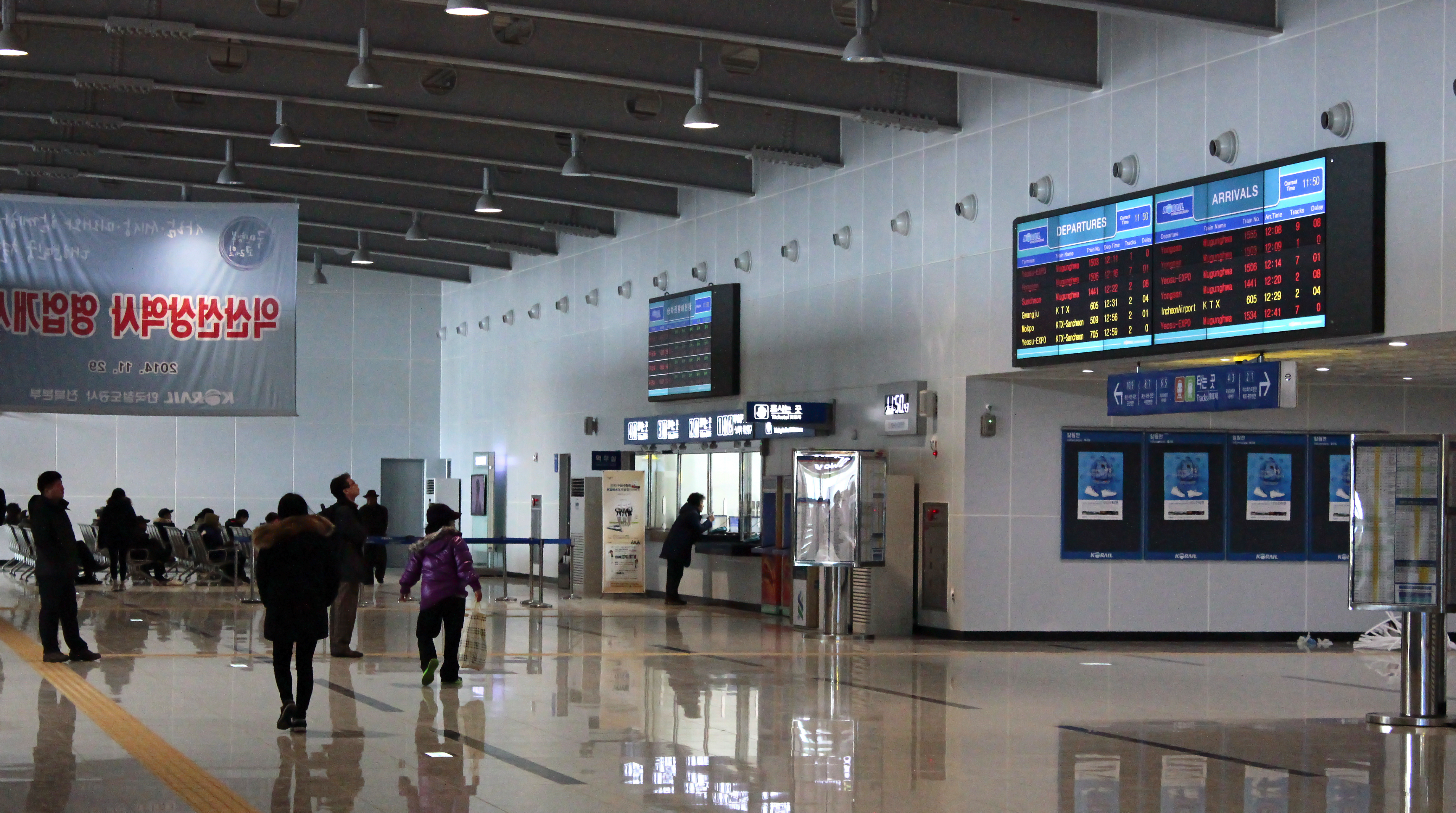
신 역사 내부

## 같이 보기
- 이리역 폭발 사고[20][21][22][23]